# Japonská škola v Praze
Japonská škola v Praze (japonsky プラハ日本人学校) je základní škola s japonským vyučovacím jazykem. Nachází se v Praze-Řepích (Skuteckého 1388/18). 

## Historie
Zřízena byla již v roce 1980, avšak několikrát se její areál přesouval (v roce 1985 ze Suchdola do Krče, v roce 1996 na Prahu 6, v roce 2003 na Petřiny a od roku 2004 do Řep). Původně na místě dnešní japonské školy sídlila Německá škola v Praze. Zřizovatelem je Nadace japonské společnosti v Česku.